# It Feels So Good
It Feels So Good – pierwszy singel brytyjskiej wokalistki i DJ-a Sonique pochodzący z debiutanckiego albumu Hear My Cry. Singel został wydany po raz pierwszy w listopadzie 1998. Wówczas dotarł jedynie do 24. miejsca na UK Singles Chart. W maju 2000 po sukcesie piosenki w Stanach Zjednoczonych, singel został wydany ponownie i spędził trzy tygodnie na pierwszych miejscach brytyjskich list przebojów. Przez 14 tygodni utwór plasował się w pierwszej dziesiątce 40 hitów 2000 roku. W Stanach Zjednoczonych dzięki dużemu airplayowi głównie na Florydzie, nagranie dotarło do 8 miejsca na Billboard Hot 100, dzięki czemu artystka podpisała kontrakt z wytwórnią Republic Records. Do października 2014 w samej Wielkiej Brytanii singel sprzedał się w nakładzie 700 tys. egzemplarzy. W 2017 BuzzFeed umieścił piosenkę na 33 miejscu na liście 101 najlepszych piosenek tanecznych, lat 90.

## Wideoklip
Do piosenki zrealizowane zostały dwa teledyski. Jeden z nich został wyreżyserowany przez Tima Storyʼego i miał on premierę w lutym 2000.
Teledysk rozpoczyna się w barze, gdzie Sonique wciela się w rolę kelnerki. Po odejściu klientów przysiada się do pustego stolika i obserwując grupę przyjaciół wyobraża sobie dyskotekę, w której jest DJ-em. Zgromadzona publiczność tańczy i śpiewa razem z piosenkarką, a pary zebrane w klubie przytulają się i całują. Ukazana jest scena, w której ludzie znajdujący się w zaparowanym od gorąca pomieszczeniu chłodzą się kostkami lodu. Z zamyślenia Sonique wyrywa szef, informując, że potrzebna jest jej pomoc w kuchni. Wideoklip zawiera również sceny z wnętrza mieszkania artystki.

## Lista utworów

### Stany Zjednoczone
1. "It Feels So Good" (Original 7 Inch Mix)
2. "It Feels So Good" (Breakbeat 7 Inch)
3. "It Feels So Good" (Serious Remix)
4. "It Feels So Good" (Original 12 Inch Mix)

### Wielka Brytania
1. "It Feels So Good" (Radio Edit)

1. "It Feels So Good" (Can 7 Soulfood Club Mix)
2. "It Feels So Good" (The Conductor & The Cowboy's Amnesia Mix)

## Pozycje na listach przebojów
| Notowania (2000–2001)               | Pozycja |
| ----------------------------------- | ------- |
| Republika Czeska (IFPI)             | 9       |
| Dania (IFPI)                        | 3       |
| Europa (Eurochart Hot 100)          | 4       |
| Grecja (IFPI)                       | 3       |
| Węgry (Mahasz)                      | 1       |
| Islandia (Íslenski Listinn Topp 40) | 22      |
| Portugalia (AFP)                    | 1       |
| Rumunia (Romanian Top 100)          | 1       |